# Ivan Garcia i Casado
Ivan Garcia i Casado (Barcelona, 18 de setembre de 1986) és un jugador de bàsquet català. Juga d'aler i el seu equip actual és el València Basket Club a la lliga ACB.